# Калмар (Ајова)
Калмар (енгл. Calmar) град је у америчкој савезној држави Ајова. По попису становништва из 2010. у њему је живело 978 становника.

## Демографија
Према попису становништва из 2010. у граду је живело 978 становника, што је -80 (-7.6%) становника више него 2000. године.
| Група             | 2000.         | 2010.       |
| Белци             | 1.045 (98,8%) | 946 (96,7%) |
| Афроамериканци    | 2 (0,2%)      | 3 (0,3%)    |
| Азијати           | 2 (0,2%)      | 1 (0,1%)    |
| Хиспаноамериканци | 5 (0,5%)      | 20 (2,0%)   |
| Укупно            | 1.058         | 978         |